# Ajude
Ajude é uma povoação portuguesa do Município de Póvoa de Lanhoso que foi sede da extinta Freguesia de Ajude, freguesia que tinha 1,47 km² de área e 139 habitantes (2011), e, por isso, uma densidade populacional de 94,6 hab/km².
A Freguesia de Ajude foi extinta (agregada) pela última Reorganização administrativa do território das freguesias, de acordo com a Lei nº 11-A/2013 de 28 de Janeiro, tendo o seu território sido agregado ao das freguesias de Friande e Verim para constituir a União de Freguesias de Verim, Friande e Ajude com sede em Verim.

## População
| População da freguesia de Ajude (1864 – 2011) | População da freguesia de Ajude (1864 – 2011) | População da freguesia de Ajude (1864 – 2011) | População da freguesia de Ajude (1864 – 2011) | População da freguesia de Ajude (1864 – 2011) | População da freguesia de Ajude (1864 – 2011) | População da freguesia de Ajude (1864 – 2011) | População da freguesia de Ajude (1864 – 2011) | População da freguesia de Ajude (1864 – 2011) | População da freguesia de Ajude (1864 – 2011) | População da freguesia de Ajude (1864 – 2011) | População da freguesia de Ajude (1864 – 2011) | População da freguesia de Ajude (1864 – 2011) | População da freguesia de Ajude (1864 – 2011) | População da freguesia de Ajude (1864 – 2011) |
| --------------------------------------------- | --------------------------------------------- | --------------------------------------------- | --------------------------------------------- | --------------------------------------------- | --------------------------------------------- | --------------------------------------------- | --------------------------------------------- | --------------------------------------------- | --------------------------------------------- | --------------------------------------------- | --------------------------------------------- | --------------------------------------------- | --------------------------------------------- | --------------------------------------------- |
| 1864                                          | 1878                                          | 1890                                          | 1900                                          | 1911                                          | 1920                                          | 1930                                          | 1940                                          | 1950                                          | 1960                                          | 1970                                          | 1981                                          | 1991                                          | 2001                                          | 2011                                          |
| 154                                           |                                               | 138                                           | 135                                           | 143                                           | 154                                           | 161                                           | 158                                           | 180                                           | 189                                           | 169                                           | 159                                           | 180                                           | 164                                           | 139                                           |

No ano de 1890 fazia parte da Freguesia de S. João do Rei. Pelo decreto Pelo decreto de 01/09/1887 foi-lhe dada autonomia administrativa